# Malcolm Lincoln
Malcolm Lincoln (читается "Ма́лкольм Ли́нкольн") — эстонский дуэт, образовавшийся в октябре 2009 года. Члены дуэта Робин Юхкенталь (вокал) и Мадис Кубу (бас). Музыкальный союз был образован благодаря отборочному конкурсу Eesti Laul, где музыканты представили свою песню «Siren», чтобы выступать от Эстонии на ежегодном конкурсе Евровидение. Данная песня пришлась по нраву эстонской публике и была выбрана для участия в конкурсе, однако композиция не смогла пройти в финал в первом отборочном туре Евровидения.

## Дискография

### Альбомы
- 2010 — Loaded With Zoul

### Синглы
- 2010 — Siren